# Каборе, Абдул Азиз
Абдул Азиз Каборе (фр. Abdoul Aziz Kaboré; 1 января 1994, Уагадугу, Буркина-Фасо) — буркинийский футболист, полузащитник клуба «Ф91 Дюделанж» из Люксембурга.
Выступал за сборную Буркина-Фасо.

## Клубная карьера
Каборе начал заниматься футболом на родине, в Буркина-Фасо, в клубе «Када».
В 2011 году полузащитник переехал во Францию, где заключил контракт с «Валансьеном», где сначала выступал за вторую команду. 22 февраля 2012 года Абдул дебютировал в Национальном дивизионе 2. 12 мая он отметился первым забитым мячом.
16 мая 2014 года Каборе подписал профессиональный контракт с «Валансьеном», за основной состав которого 1 августа провёл первую игру в Лиге 2 против «Газелека». 24 октября того же года Абдул забил первый мяч, открыв счёт в игре с «Аяччо».
20 июня 2017 года было объявлено о трансфере Каборе в «Булонь».

## Карьера в сборной
В 2011 году Каборе в составе молодёжной сборной Буркина-Фасо принимал участие в юношеском чемпионате мира в Мексике. На турнире Абдул сыграл в 2 матчах, против сборной Германии и Панамы.
6 июня 2015 года полузащитник дебютировал в сборной в товарищеской встрече с Камеруном.
Каборе принял участие в отборочных матчах к Кубку африканских наций 2017, однако в заявку на финальную часть турнира включён не был.